# Liste der Klassischen Philologen an der Martin-Luther-Universität Halle-Wittenberg
Die Liste der klassischen Philologen an der Martin-Luther-Universität Halle-Wittenberg zählt namhafte Hochschullehrer dieses Faches auf, die an der Martin-Luther-Universität Halle-Wittenberg wirkten und wirken.

## Überblick
An den Universitäten zu Wittenberg und Halle, die 1502 beziehungsweise 1694 gegründet wurden, wurde die griechische und lateinische Sprache und Literatur bis ins 18. Jahrhundert hauptsächlich als Hilfswissenschaft der Theologie vermittelt. Ihre Vertreter waren meist gleichzeitig Professoren der Eloquenz. Christian Adolph Klotz (1738–1771), Professor der Philosophie und Beredsamkeit seit 1765, war einer der ersten Vertreter der Klassischen Philologie als eigenständiger Disziplin an der Universität.
Mit der Berufung von Friedrich August Wolf (1759–1824) zum Professor für Philosophie und Pädagogik (1783) begann eine neue Epoche für das Studium der Klassischen Philologie in Halle. Nach dem Vorbild des Göttinger Seminars (Wolf hatte 1777–1779 bei Christian Gottlob Heyne studiert) gründete er 1787 in Halle ein Philologisches Seminar, das gleichermaßen der Heranbildung von Lehrern wie von Fachwissenschaftlern diente. Nach der Schließung der Universität Halle (1806) ging Wolf 1807 nach Berlin, wo er sich an der Gründung einer neuen Universität beteiligte.

### Im 19. Jahrhundert
Nach der Wiedergründung der Universität Halle durch die westfälische Regierung (1808) wurde Christian Gottfried Schütz (1747–1832), seit 1804 Professor der Literaturgeschichte, mit der Professur der Eloquenz und der Leitung des Philologischen Seminars beauftragt. Die Finanzmittel des Seminars wurden stark gekürzt. Dennoch intensivierte Schütz die seminaristische Tätigkeit der Studenten, indem er die wöchentlichen Übungen von zwei auf sechs Stunden erhöhte. 1816 wurde August Seidler (1779–1851) als Professor für griechische Literatur berufen und zum Mitdirektor des Philologischen Seminars ernannt. Neben diese beiden, Schütz und Seidler, trat nach der Zusammenlegung der Universitäten Halle und Wittenberg durch den preußischen Staat (1817) Abraham Gottlieb Raabe (1764–1845), der zuvor in Wittenberg gelehrt hatte. Der Zweck des Seminars wurde nach dem neuen Reglement vom 26. Juni 1817 mit der „Bildung geschickter Lehrer für die Gymnasien“ bezeichnet; die fachwissenschaftliche Orientierung der Seminarübungen war damit von offizieller Seite eingeschränkt. Neben Raabe, Schütz und Seidler wirkte seit 1820 Karl Christian Reisig (1792–1829), zunächst als Extraordinarius.
Die Seminarleitung ging 1824 von Seidler auf dessen Nachfolger Moritz Hermann Eduard Meier (1796–1855) über. 1829 trat ein neues Reglement in Kraft, das die speziell schulische Orientierung des Seminars in eine allgemein wissenschaftliche änderte. Außerdem wurde Gottfried Bernhardy, Reisigs Nachfolger, zum dritten Seminardirektor ernannt. Schütz trat 1831 aus Altersgründen von der Seminardirektion zurück, die sich seitdem Meier und Bernhardy teilten. Nach Meiers Tod wurde 1857 Theodor Bergk (1812–1881) berufen, nach dessen Pensionierung 1869 Heinrich Keil (1822–1894).
Um die Mitte des 19. Jahrhunderts existierten nur zwei Lehrstühle für Klassische Philologie. 1874 wurde Wilhelm Dittenberger (1840–1906) auf einen dritten Lehrstuhl berufen, der jedoch nicht mit der Seminardirektion verbunden war. Mit Bernhardys Nachfolger Eduard Hiller (1844–1891, berufen 1876) bahnte sich ein Generationenwechsel an: Hiller kam aus der Bonner Schule der Philologie (Otto Jahn, Friedrich Ritschl). Er beschäftigte sich besonders mit der hellenistischen und römischen Dichtung.

### Halle und der „Großbetrieb der Wissenschaft“: Blass und Wissowa
Aus derselben Schule wie Hiller kam auch sein Nachfolger Friedrich Blass (1843–1907), der sich mit weiten Bereichen der griechischen Literatur beschäftigte, besonders mit Rhetorik. Gemeinsam mit Georg Wissowa (1859–1931), Keils Nachfolger, reformierte er das Philologische Seminar. Anders als Blass und Hiller stammte Wissowa aus der Breslauer Philologenschule.
Als Wissenschaftsorganisator band Wissowa die Universität Halle in den damaligen „Großbetrieb der Wissenschaft“ ein. Er leitete die Redaktion der Realencyclopädie der classischen Altertumswissenschaft, zu der er Schüler, Kollegen und Fachgenossen aus ganz Deutschland und aus dem Ausland hinzuzog. Sein eigener Forschungsschwerpunkt, die römische Religionsgeschichte, war auch Gegenstand der Dissertation vieler seiner Schüler.

### Von der Jahrhundertwende bis zum Ende des Nationalsozialismus

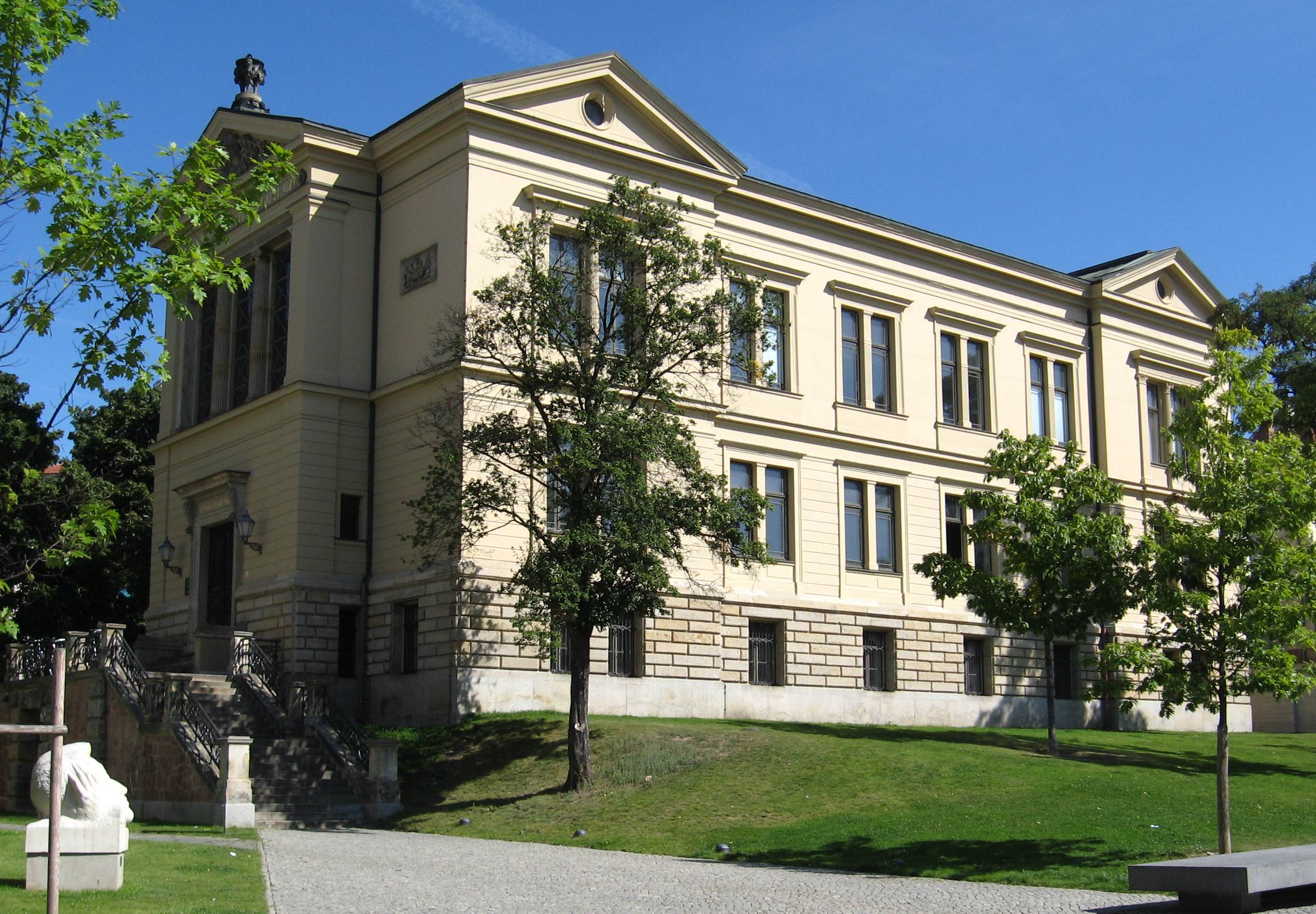
Das Robertinum, seit 1928 Sitz des Instituts für Altertumswissenschaften

Im ersten Drittel des 20. Jahrhunderts waren als Lehrstuhlinhaber neben Wissowa Otto Kern (1863–1942) und Karl Praechter (1858–1933) tätig. Nach einem Schlaganfall (1923) musste Wissowa seine Forschungs- und Lehrtätigkeit einstellen. Sein Nachfolger wurde 1925 Ernst Diehl (1874–1947), ein Zögling der Bonner Schule. Praechters Lehrstuhl wurde nach seiner Emeritierung (1927) nicht wieder besetzt.
Unter Federführung von Otto Kern wurden die Alte Geschichte, Klassische Philologie und Archäologie 1928 räumlich im Robertinum zusammengefasst. Auch institutionell arbeiten die Fächer seitdem eng zusammen (im Institut, später Seminar für Altertumswissenschaften).
Mit Kerns Nachfolger Paul Friedländer (1882–1968) wurde 1932 ein Berliner Wilamowitz-Schüler nach Halle berufen. Bereits drei Jahre später wurde er aufgrund seiner jüdischen Herkunft entlassen. Sein Nachfolger wurde Erich Reitzenstein (1897–1976), der sich mit Dichtungstheorie und Philosophie beschäftigte und zu den Nationalsozialisten Abstand hielt. Dagegen passte sich Diehls Nachfolger Franz Altheim (1898–1976) der herrschenden Ideologie an, um seine Karriere zu sichern. Altheim vertrat in Halle auch die Alte Geschichte, da der Lehrstuhl des vertriebenen Althistorikers Richard Laqueur (1881–1959) unbesetzt blieb.

### Klassische Philologie in der DDR und danach
Nach dem Ende des Zweiten Weltkriegs konnten Reitzenstein und Altheim ihre Tätigkeit in Halle fortsetzen. Beide hatten jedoch starke Differenzen zur Führung der SBZ und der DDR. Nachdem Altheim 1950 an die Freie Universität Berlin gewechselt war, wurde Werner Peek (1904–1994) zu seinem Nachfolger berufen. Peek war ein verdienter Epigraphiker, der sich in den 30er Jahren stark für den Nationalsozialismus engagiert hatte. In der DDR passte er sich so weit an, dass ihm 1961 der Nationalpreis verliehen wurde.
Neben Peek wirkte in den 60er Jahren Berthold Häsler (1909–1982), Reitzensteins Nachfolger, nachdem dieser 1958 über West-Berlin in die BRD geflohen war. Nachdem Peek 1969 und Häsler 1974 in den Ruhestand getreten waren, blieben ihre Lehrstühle lange Zeit unbesetzt. Die Lehre wurde durch die Dozenten Joachim Ebert (1930–1999) und Wolfgang Kirsch (1938–2010) sowie durch Lehrbeauftragte aufrechterhalten. Ebert wurde 1983, Kirsch 1986 zum Professor mit Lehrstuhl ernannt. Beide blieben nach der Wende im Amt. Ebert trat mit Erreichen der Altersgrenze 1995 in den Ruhestand, Kirsch bereits 1993. Ihre Nachfolger auf den Lehrstühlen wurden Michael Hillgruber (Schwerpunkt Gräzistik) und Rainer Jakobi (Schwerpunkt Latinistik).

## Liste der Klassischen Philologen
Angegeben ist in der ersten Spalte der Name der Person und ihre Lebensdaten, in der zweiten Spalte wird der Eintritt in die Universität angegeben, in der dritten Spalte das Ausscheiden. Spalte vier nennt die höchste an der Universität Halle erreichte Position. An anderen Universitäten kann der entsprechende Dozent eine noch weitergehende wissenschaftliche Karriere gemacht haben. Die nächste Spalte nennt Besonderheiten, den Werdegang oder andere Angaben in Bezug auf die Universität oder das Seminar. In der letzten Spalte stehen Bilder der Dozenten.
| Wissenschaftler                            | von       | bis       | Funktionen                    | Bemerkungen | Bild                                                                 |
| ------------------------------------------ | --------- | --------- | ----------------------------- | --- | -------------------------------------------------------------------- |
| Johann Heinrich Schulze (1687–1744)        | 1732      | 1744      | Professor                     | Universalgelehrter mit einer Schwerpunktsetzung in den Altertumswissenschaften und der Medizin, früher Numismatiker, plante die Gründung eines philologisch-altertumswissenschaftlichen Seminars |                                                                      |
| Christian Adolph Klotz (1738–1771)         | 1765      | 1771      | Ordinarius                    | Professor der Philosophie und Beredsamkeit; Literaturhistoriker, scharfzüngiger Kritiker |                                                                      |
| Christian Gottfried Schütz (1747–1832)     | 1773 1804 | 1777 1831 | Ordinarius                    | Professor für Literaturgeschichte und Beredsamkeit, seit 1808 Seminardirektor; veröffentlichte Gesamtausgaben der Schriftsteller Aischylos, Cicero und Aristophanes |                                                                      |
| Friedrich August Wolf (1759–1824)          | 1783      | 1806      | Ordinarius                    | Professor der Philosophie und Pädagogik, seit 1784 der Eloquenz; Gründer des Philologischen Seminars, Vorkämpfer der modernen Altertumswissenschaft; wechselte nach Berlin, wo er die Universität mitbegründete |                                                                      |
| Karl Morgenstern (1770–1852)               | 1794      | 1798      | Extraordinarius               | Schüler Wolfs, 1797 Extraordinarius für Philosophie; wechselte nach Danzig, später nach Dorpat |                                                                      |
| Wilhelm Lange (1767–1831)                  | 1795      | 1831      | Extraordinarius               | Schüler Wolfs, 1795 Privatdozent, Lehrer am städtischen Gymnasium, später an der lateinischen Hauptschule; Universitätsbibliothekar, 1810 oder 1815 außerordentlicher Professor |                                                                      |
| Friedrich Wilhelm Riemer (1774–1845)       | 1797      | 1798      | Privatdozent                  | Schüler Wolfs, wurde 1798 Hauslehrer bei Wilhelm von Humboldt, später Sekretär Goethes und Gymnasialprofessor in Weimar |                                                                      |
| Karl Wilhelm Keferstein (1788–1836)        | 1812      | 1813      | Privatdozent                  | Privatdozent der Philologie und Geschichte, verließ Halle während der Befreiungskriege, ging 1816 als Professor an das Gymnasium in Lyck (Masuren) |                                                                      |
| August Ferdinand Naeke (1788–1838)         | 1812      | 1818      | Extraordinarius               | Schüler Hermanns in Leipzig, beschäftigte sich mit der griechischen Tragödie und mit Goethe-Forschung; Privatdozent, 1812 Privatdozent, 1817 Extraordinarius; wechselte nach Bonn |                                                                      |
| Ludwig Friedrich Heindorf (1774–1816)      | 1816      | 1816      | Ordinarius                    | studierte in Halle, 1796 Subrektor am Köllnischen Gymnasium Berlin, 1809 einer der ersten Professoren der neubegründeten Berliner Universität, 1811 Universität Breslau, dort einflussreicher Lehrer von Karl Otfried Müller, starb nach der Berufung aber noch vor dem Antritt seiner Hallenser Professur; Platonforscher |                                                                      |
| August Seidler (1779–1851)                 | 1816      | 1824      | Ordinarius                    | Hermann-Schüler, Professor der griechischen Literatur, Spezialist für griechische Metrik; ab 1824 Privatgelehrter |                                                                      |
| Abraham Gottlieb Raabe (1764–1845)         | 1817      | 1845      | Ordinarius                    | Professor für griechische Sprache und Literatur (in Wittenberg seit 1802), Leiter der Universitätsbibliothek; beschäftigte sich besonders mit griechischer Literaturgeschichte |                                                                      |
| Karl Christian Reisig (1792–1829)          | 1820      | 1828      | Ordinarius                    | Hermann-Schüler; Extraordinarius, 1824 Ordinarius, starb 1829 auf einer Reise in Italien; Spezialist für griechische Sprache, Begründer der Semasiologie |                                                                      |
| Moritz Hermann Eduard Meier (1796–1855)    | 1825      | 1855      | Ordinarius                    | Nachfolger Seidlers, Spezialist für griechische Rhetorik und Philosophie |                                                                      |
| Gottfried Bernhardy (1800–1875)            | 1829      | 1875      | Ordinarius                    | Nachfolger Reisigs, ab 1844 Leiter der Universitätsbibliothek; Spezialist für griechische Sprachwissenschaft |                                                                      |
| Friedrich Ritschl (1806–1876)              | 1829      | 1833      | Extraordinarius               | 1829 promoviert und habilitiert, 1832 Extraordinarius; wechselte als Ordinarius nach Breslau, später nach Bonn und Leipzig; bedeutendster Vertreter der Latinistik seiner Zeit, Spezialist für frühe lateinische Sprache, Literatur und Metrik                                                                             |                                                                      |
| Johann Heinrich Krause (1800–1882)         | 1843      | 1845      | Privatdozent                  | Spezialist für griechische Mythologie und Kulturgeschichte, hielt philologische und historische Vorlesungen; 1843 habilitiert, von 1845 bis 1870 Kustos der Universitätsbibliothek |                                                                      |
| Theodor Bergk (1812–1881)                  | 1857      | 1869      | Ordinarius                    | Nachfolger Meiers, Spezialist für griechische Lyrik |                                                                      |
| Karl Heinrich August Steinhart (1801–1873) | 1866      | 1872      | Honorarprofessor              | hielt Vorlesungen über griechische Philosophie und Geschichte; Spezialist für platonische Philosophie |                                                                      |
| Heinrich Keil (1822–1894)                  | 1869      | 1894      | Ordinarius                    | Nachfolger Bergks, Spezialist für lateinische Grammatiker und Fachschriftsteller |                                                                      |
| Wilhelm Dittenberger (1840–1906)           | 1874      | 1906      | Ordinarius                    | bedeutender Epigraphiker, Spezialist für antike Chronologie |                                                                      |
| August Krohn (1840–1889)                   | 1876      | 1884      | Extraordinarius               | Platon-Forscher, 1875 habilitiert, 1881 Extraordinarius; wechselte als Ordinarius der Philosophie nach Kiel |                                                                      |
| Eduard Hiller (1844–1891)                  | 1876      | 1891      | Ordinarius                    | Nachfolger Bernhardys, Schüler von Jahn und Ritschl; Spezialist für griechische und römische Lyrik und Philosophie |                                                                      |
| Johannes Schmidt (1850–1894)               | 1878      | 1883      | Extraordinarius               | Privatdozent, 1883 Extraordinarius; wechselte nach Gießen, später nach Königsberg; Spezialist für griechische und lateinische Epigraphik, besonders Afrikas |                                                                      |
| Hans von Arnim (1859–1931)                 | 1886      | 1892      | Privatdozent                  | damals Spezialist für griechische Tragödie und hellenistische Grammatik, 1888 habilitiert (bei Karl Praechter); wechselte als Professor nach Rostock, später nach Wien und Frankfurt am Main |                                                                      |
| Max Ihm (1863–1909)                        | 1891 1906 | 1902 1909 | Privatdozent Extraordinarius  | Spezialist für lateinische Sprache, Paläographie und Epigraphik; 1900–1902 Assistent, wechselte als Redaktor des Thesaurus Linguae Latinae nach München; 1906 Extraordinarius in Halle |                                                                      |
| Friedrich Blass (1843–1907)                | 1892      | 1907      | Ordinarius                    | Spezialist für griechische Rhetorik, Epigraphik und Sprachwissenschaft |                                                                      |
| Georg Wissowa (1859–1931)                  | 1895      | 1924      | Ordinarius                    | Nachfolger Keils, Spezialist für römische Religionsgeschichte, Wissenschaftsorganisator (Herausgeber der Realencyclopädie von 1891 bis 1910); nach einem Schlaganfall (1923) entpflichtet |                                                                      |
| Max Consbruch (1866–1927)                  | 1902      | 1909      | Assistent                     | Spezialist für antike Literaturtheorie und Etymologika; Oberlehrer am Stadtgymnasium, Assistent im Nebenamt; wechselte als Gymnasialdirektor nach Eisenach, später nach Breslau und als Provinzialschulrat nach Schleswig                                                                                                  |                                                                      |
| Christian Muff (1841–1911)                 | 1904      | 1911      | Honorarprofessor              | Rektor der Landesschule Pforta, verfasste Schulausgaben der griechischen Tragiker; ab 1904 Honorarprofessor der Klassischen Philologie |                                                                      |
| Otto Kern (1863–1942)                      | 1907      | 1931      | Ordinarius                    | Nachfolger Dittenbergers, Wilamowitz-Schüler, Spezialist für Orphik und Wissenschaftsgeschichte |                                                                      |
| Karl Praechter (1858–1933)                 | 1907      | 1927      | Ordinarius                    | Nachfolger von Blass, Spezialist für antike Philosophie |                                                                      |
| Otto Weinreich (1886–1972)                 | 1914      | 1916      | Privatdozent                  | Assistent, 1914 habilitiert, wechselte nach Tübingen, später nach Jena, Heidelberg und wieder Tübingen; Religionshistoriker |                                                                      |
| Wilhelm Baehrens (1885–1929)               | 1919      | 1922      | Extraordinarius               | als Professor in Gent entlassen, 1919 nach Halle umhabilitiert und 1920 zum Extraordinarius ernannt; wechselte nach Göttingen; Spezialist für christliche Literatur und Panegyrik |                                                                      |
| Ernst Diehl (1874–1947)                    | 1925      | 1937      | Ordinarius                    | Nachfolger Wissowas, Spezialist für lateinische Epigraphik |                                                                      |
| Heinrich Bischoff (1906–1941)              | 1932      | 1939      | Assistent                     | Herodot-Spezialist (Friedländer-Schüler), 1936 habilitiert; fiel an der Ostfront |                                                                      |
| Paul Friedländer (1882–1968)               | 1932      | 1935      | Ordinarius                    | Nachfolger Kerns, 1935 entlassen; emigrierte 1939 in die USA; Spezialist für antike Philosophie, Tragödie und Epigraphik |                                                                      |
| Walther Kranz (1884–1960)                  | 1932      | 1937      | Honorarprofessor              | Honorarprofessor für Didaktik der alten Sprachen, 1937 entlassen; emigrierte 1943 in die Türkei und ging 1950 nach Bonn |                                                                      |
| Hermann Kleinknecht (1901–1960)            | 1935      | 1943      | Oberassistent                 | Assistent, 1937 Oberassistent, 1939 habilitiert und Lehrstuhlvertreter für Reitzenstein; wechselte nach Rostock, später nach Berlin (HU) und Münster |                                                                      |
| Franz Altheim (1898–1976)                  | 1936      | 1950      | Ordinarius                    | Lehrstuhlvertreter, 1937 Ordinarius (Nachfolger Diehls), 1943 Ordinarius (1948 für Alte Geschichte); vertrat gleichzeitig die Alte Geschichte in Halle; wechselte an die Freie Universität Berlin |                                                                      |
| Erich Reitzenstein (1897–1968)             | 1937      | 1958      | Ordinarius                    | Nachfolger Friedländers, bis 1938 Lehrstuhlvertreter; Spezialist für griechische und römische Dichtung; floh 1958 in die BRD und wurde 1960 Ordinarius in Mainz |                                                                      |
| Carl Wendel (1874–1951)                    | 1947      | 1951      | Lehrbeauftragter              | Herausgeber von Dichterscholien, Buch- und Bibliothekswissenschaftler, 1927–1938 Direktor der ULB Halle; 1947 Lehrauftrag für philologische und historische Hilfswissenschaften, 1949 Vertretung des Lehrstuhls für Byzantinistik                                                                                          |                                                                      |
| Dietrich Ebener (1920–2011)                | 1951      | 1957      | Dozent                        | 1954 promoviert, 1957 habilitiert; wechselte als Professor nach Greifswald, später als freier Schriftsteller nach Bergholz-Rehbrücke; bekannter Übersetzer | Dietrich Ebener in der 'Ahnengalerie' der EMA-Universität Greifswald |
| Werner Peek (1904–1994)                    | 1951      | 1969      | Ordinarius                    | Nachfolger Altheims, Spezialist für griechische Epigraphik und Nonnos von Panopolis |                                                                      |
| Joachim-Friedrich Schulze (1924–2010)      | 1955      | 1990      | Oberassistent                 | Lektor für Griechisch und Latein, 1970 habilitiert; Spezialist für Literatur der Spätantike |                                                                      |
| Joachim Ebert (1930–1999)                  | 1959      | 1995      | Ordinarius                    | Assistent, 1961 promoviert, 1969 habilitiert; 1983 Professor mit Lehrauftrag; Spezialist für Geschichte des Sports in der Antike |                                                                      |
| Berthold Häsler (1909–1982)                | 1960      | 1974      | Ordinarius                    | Nachfolger Reitzensteins |                                                                      |
| Wolfgang Luppe (1931–2014)                 | 1964      | 2014      | Professor                     | Papyrologe, Spezialist für griechische literarische Papyri; Assistent, 1990 habilitiert, 1992 Professor für Papyruskunde, 1996 im Ruhestand |                                                                      |
| Wolfgang Kirsch (1938–2010)                | 1969      | 1993      | Ordinarius                    | Dozent, 1986 Professor; Spezialist für lateinische Literatur der Spätantike und des Mittelalters |                                                                      |
| Rainer Jakobi (* 1958)                     | 1993      | 2024      | Ordinarius                    | Nachfolger Kirschs, Latinist; Spezialist für römische Literaturgeschichte |                                                                      |
| Michael Hillgruber (* 1961)                | 1995      |           | Ordinarius                    | Nachfolger Eberts, Gräzist; Spezialist für griechische Rhetorik und Literatur der Kaiserzeit sowie Wissenschaftsgeschichte |                                                                      |
| Anne Friedrich                             | 2002      |           | Wissenschaftliche Assistentin | Spezialistin für lateinische Literatur der Kaiserzeit und der Spätantike sowie Antikerezeption |                                                                      |

## Lehrstuhlinhaber
Erstes Ordinariat:
1. Ludwig Friedrich Heindorf (1816)
2. August Seidler (1816–1824)
3. Moritz Hermann Eduard Meier (1824–1855)
4. Theodor Bergk (1857–1869)
5. Heinrich Keil (1869–1894)
6. Georg Wissowa (1895–1923)
7. Ernst Diehl (1925–1937)
8. Franz Altheim (1938–1948)
9. Werner Peek (1951–1969)
10. Joachim Ebert (1983–1995)
11. Michael Hillgruber (seit 1995)

Zweites Ordinariat:
1. Karl Christian Reisig (1824–1829)
2. Gottfried Bernhardy (1829–1875)
3. Eduard Hiller (1876–1891)
4. Friedrich Blass (1892–1907)
5. Karl Praechter (1907–1927)

Drittes Ordinariat:
1. Wilhelm Dittenberger (1874–1906)
2. Otto Kern (1907–1931)
3. Paul Friedländer (1932–1935)
4. Erich Reitzenstein (1937–1958)
5. Berthold Häsler (1960–1974)
6. Wolfgang Kirsch (1986–1991)
7. Rainer Jakobi (1993–2024)

Weitere Ordinarien:
1. Abraham Gottlieb Raabe (1817–1845)